# 小行星4220
小行星4220（4220 Flood）是一颗绕太阳运转的小行星，为主小行星带小行星。该小行星于1988年2月22日发现。

## 轨道参数
小行星4220的轨道半长轴为2.8007089 UA，离心率为0.196。